# チョモラン
チョモランは、日本の男性漫画家。
テーブルトークRPGなどの非電源ゲームの世界に憧れ、中学生の頃はイラストレーターを志望していたものの、高校卒業後、『東方Project』に触発され、同人活動を開始、プロとしてデビューに至る。

## 作品リスト

### 漫画
- 零崎軋識の人間ノック（原作:西尾維新） - 全4巻
- あの人の胃には僕が足りない - 全6巻

### イラスト
- 世話やきキツネの仙狐さん（2019年）第2話エンドイラスト